# Neravna borba (strip Zlatna serija)
Neravna borbsa je 149. epizoda Zagora objavljena u Zlatnoj seriji #425. u izdanju Dnevnika iz Novog Sada. Na kioscima u bivšoj Jugoslaviji se premijerno pojavila u septembru 1978. godine. Koštala je 10 dinara (1,14 DEM; 0,43 $). Imala je 77 strana. Ovo je 2. nastavak epizode koja je počela ZS-424.

## Originalna epizoda
Originalno, ovaj deo epizode počeo je da se premijerno objavljuje u Italiji u svesci pod nazivom Il segno del coraggio u #118. regularne edicije Zagora u izdanju Bonelija na dan 14.01.1978. Epizodu je nacrtao Galieno Feri, a scenario napisao Gvido Nolita. Prvih tridesetak strana nacrtao je Đankarlo Teneti. Naslovnicu je nacrtao Galijeno Feri. Koštala je 300 lira (0,67 $; 1,46 DEM).

## Kratak sadržaj
Za sadržaj pogledati reprizu ove epizode iz 2022. godine pod nazivom Neravna borba.

## Prethodna i naredna epizoda Zagora u Zlatnoj seriji
Prethodna sveska Zagora u Zlatnoj seriji nosila je naziv Vatreno iskušenje (#424), a naredna Zagonetna formula (#430).

## Redosled naslovnih strana
U ovom periodu, redakcija Dnevnika je često permutovala naslovne strane ako se epizoda raspoređuje u više svezaka. U italijanskom serijalu je redosled naslovnih strana bio obrnut - najpre je išla naslovnica #425, a potom #424. Zamena koju je uradio urednik Dnevnika više je odgovarala razvoju priče.

## Reprize u Srbiji
Ova epizoda reprizirana je u Srbiji 2022. godine u okviru nove Zlatne serije $41 pod nazivom Neravna borba.